# Blaxtar
Kevin de Randamie, artiestennaam Blaxtar, is een Nederlandse hiphopartiest van Surinaamse afkomst uit 't Harde. Hij is de broer van rappers O-Dog en Typhoon, en zangeres Dinopha.

## Biografie
Blaxtar begon in de rapformatie Rudeteenz samen met Typhoon en het drietal dat later bekend werd onder de naam Opgezwolle (Sticky Steez, Phreako Rico en Dippy Delic).
Blaxtar is ooit begonnen in het Engels, maar na een ruzie met zijn toenmalige producent werd zijn Engelstalige album niet uitgebracht. Vervolgens heeft hij zelfstandig de overstap gemaakt naar het Nederlands en is in 2006 het album Ozmoses uitgekomen, op Blaxtars eigen label RAEN Music.
De titel Ozmoses is een drieledig cryptische samenvoeging:
1. Het sprookje The Wonderful Wizard of Oz van kinderboekenschrijver L. Frank Baum. Hoofdpersoon Dorothy raakt hierin verwikkeld in avonturen van haar eigen fantasiewereld Oz. Deze wereld is een metafoor voor een geestelijke dimensie waar -in tegenstelling tot de harde realiteit- alles in harmonie georganiseerd is;
2. Mozes is de Bijbelfiguur die van God de tien geboden in ontvangst nam op de heilige berg Sinaï: vertaald naar het heden is hij een persoon die de Nederlandse hiphopscene nieuwe inzichten wil geven;
3. Osmose is een traag, vaak onbewust proces van assimilatie of absorptie. In andere woorden: het opnemen en inwerken van indrukken van de wereld om je heen.

De producties op het album Ozmoses worden verzorgd door A.R.T, NavBeats, Wayne Alwart, BuddhablezZ, Darin G en Nescio.
Op het album wordt hij bijgestaan door Rico ('Schrijf Ik'), Sticks ('Te vermoorden') (beiden lid van het toenmalige Opgezwolle), Juiceisdunaam en Neo & Manu. Daarnaast zijn Dinopha en Typhoon ook te horen op het album.
In december 2006 wint Blaxtar de Grote Prijs van Nederland. Een prijs die zijn jongere broer Typhoon in 2004 in dezelfde categorie heeft gewonnen. Met het winnen van de prijs krijgt Blaxtar onder anderen een cheque van 5000 euro, opnametijd in een studio, 750 exemplaren van de promosingle, een releaseparty en bekendheid.
In januari 2007 komt dan zijn tweede album "Chronozbaäl" uit, wederom op zijn eigen label, RAEN Music. Chronozbaäl bevat 14 tracks die aan elkaar worden geregen door een soort gesproken intermezzo's. De producties worden verzorgd door Wayne Alwart (uitvoerend producent van het album), Rogér (Nescio) del Prado, Nav, Jetset en MPC. Daarnaast staat er een coproductie op van Blaxtar zelf met componist Yigal Roos. De zang van het album komt voor rekening van Dinopha, Blax' jongere zus, en April Alice (April van der Kuyp) die het refrein van de eerste single 'Proloog' zingt.
In 2010 heeft Blaxtar met de Noorse alternatieve-rockband Kaizers Orchestra samengewerkt om een alternatieve versie van het nummer En for orgelet, en for meg op te nemen.

## Prijzen en nominaties
| Jaar | Prijs                          | Categorie          | Muziek |           |
| ---- | ------------------------------ | ------------------ | ------ | --------- |
| 2006 | Grote Prijs van Nederland 2006 |                    |        | Winnaar   |
| 2008 | Essent Award 2008              | Aanstormend Talent |        | Nominatie |
| 2010 | State Awards 2010              | Beste Artiest      |        | Nominatie |

## RAEN Music
Randamie Enterprises is het label van de Blaxtar. Maar ook andere artiesten staan onder contract bij RAEN Music.
Het label werd in 2006 opgericht, omdat Blaxtar zijn debuutalbum zelf wilde uitbrengen.
De eerste uitgave was Ozmoses (2006). Ook werkt RAEN Music samen met het label Top Notch, voor Typhoon (Blaxtars jongere broer).
In 2011, 5 jaar na het oprichten, stopte Blaxtar als leider van RAEN Music. 

### Artiesten
| Artiesten    | Vanaf |
| ------------ | ----- |
| Blaxtar      | 2007  |
| Manu         | 2008  |
| Kern Koppen  | 2010  |
| MutiaraTEC   | 2011  |
| Killian      | 2011  |
| Fotosynthese | 2011  |

Samenwerking met Top Notch
| Artiesten | Vanaf |
| --------- | ----- |
| Typhoon   | 2006  |

### Uitgaven
Albums
| Jaar | Artiest      | Album Naam               |
| ---- | ------------ | ------------------------ |
| 2006 | Blaxtar      | Ozmoses                  |
| 2007 | Blaxtar      | Chronozbaäl              |
| 2008 | Manu         | De Vloek op de Overvloed |
| 2010 | Blaxtar      | OZMO6:2"                 |
| 2010 | Kern Koppen  | EEN                      |
| 2011 | MutiaraTEC   | Dode Hoek I"             |
| 2012 | Fotosynthese | LOS                      |

Albums Samenwerking met Top Notch
| Jaar | Artiest | Album Naam                             |
| ---- | ------- | -------------------------------------- |
| 2007 | Typhoon | Tussen licht en lucht +Limited Edition |
| 2009 | Typhoon | Chocolade EP met NCC                   |

Hitnotering
| Album met eventuele hitnotering(en) in de Nederlandse Album Top 100 | Datum van verschijnen | Datum van binnenkomst | Hoogste positie | Aantal weken | Opmerkingen |
| ------------------------------------------------------------------- | --------------------- | --------------------- | --------------- | ------------ | ----------- |
| Chronozbaäl                                                         |                       | 26-01-2008            | 81              | 1            |             |
| OZMO6:2                                                             |                       | 03-04-2010            | 23              | 1            |             |